# El Biscella
El Biscella (mitunter auch Biscella geschrieben) ist der Titel eines Liedes, das 1969 durch Giovanni D’Anzi und Alberto Bracchi in der Fassung von Nanni Svampa zu einem Symbol der traditionellen Mailänder Kultur wurde.

## Entstehung

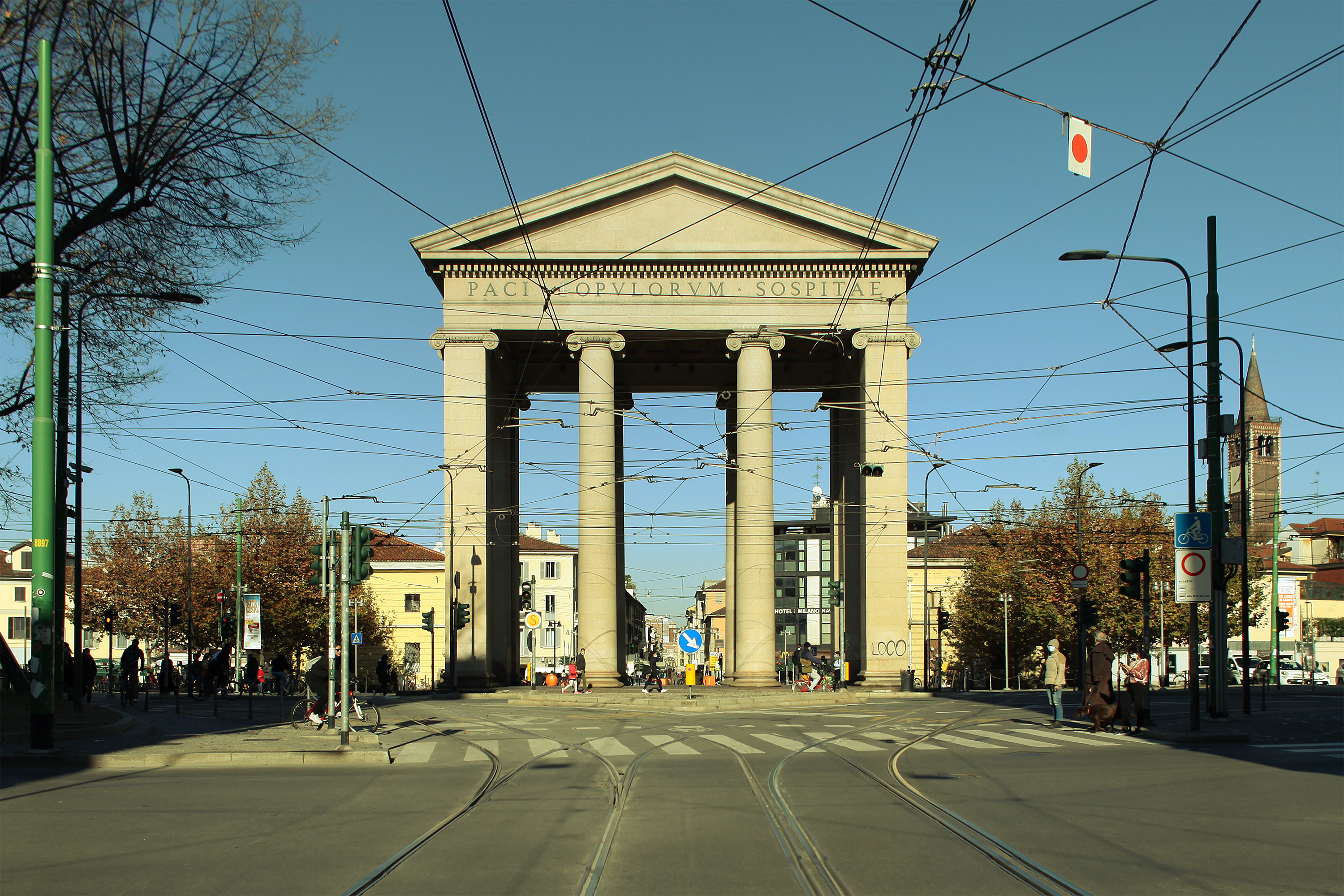
Porta Ticinese, Mailand

Das Lied wurde 1969 vom Mailänder Komponisten Giovanni D’Anzi (1906–1974) und Alfredo Bracchi (1897–1976) geschrieben und komponiert.
Biscella ist ein Mailänder Wort und bedeutet „lockig“ (abgeleitet von bisc-bish, was Stacheligel bedeutet), eine Art Tyrann, der versucht, Menschen einzuschüchtern, aber dessen ungeschickte Manieren und extravagante Kostüme ihn eher komisch als gefährlich machen.
Das Lied erzählt die Geschichte einer „biscella“, die im Viertel Porta Ticinese lebt, die auf Partys geht und über die alle hinter ihrem Rücken für ihre lächerlichen Klamotten und ihre unbeholfene Art zu tanzen lachen.